# هاشم ملک‌مدنی
سید هاشم ملک مدنی (۱۲۷۱خ ملایر - نامعلوم) بازرگان و ملاک و نماینده چندین دوره مجلس شورای ملی بود.
پدرش محسن آقا ملایری از تجار ملایر بود. خودش نیز به حرفه پدری پرداخت. پیشرفت او در سیاست با دوستی با امیرلشکر احمدآقا خان (سپهبد امیراحمدی آینده) آغاز شد که فرمانده لشکر لرستان بود. ملک مدنی گاهی به قشون قرض می‌داد و با آنها همکاری می‌کرد. از همین رو به کمک امیراحمدی پس از آنکه رضاشاه به سلطنت رسید، به نمایندگی ملایر در مجلس شورای ملی انتخاب شد  و این کرسی را دوازده دوره حفظ کرد.

## دعوا با علی دشتی
پس از شهریور ۱۳۲۰ که فضای سیاسی باز دوباره بر مجلس حاکم شد، نخستین دعوا میان ملک‌مدنی و علی دشتی رخ داد که در آن زمان، نماینده دماوند بود. آن دو بر سر اینکه آیا متن لایحه روز پیش در اختیار نمایندگان گذاشته شده یا همان روز بگو مگو کردند و علی دشتی فریاد زد: «همه کارها نبایستی به دروغ و شارلتانی بگذرد». ملک‌مدنی هم خطاب به او گفت: «شما دروغ می‌گویید. سابقه شما را همه مردم این شهر دارند». رئیس مجلس (محتشم‌السلطنه اسفندیاری) خطاب به او نهیب زد: «آقا اینجا مجلس شورای ملی است جای دعوا نیست. قباحت دارد. درست حرف بزنید». 
در دوره بعدی مجلس (دوره سیزدهم) جناح‌بندی از سرگرفته شد و ملک مدنی سخنگوی اصلی فراکسیون میهن شد که از زمین‌داران و بازرگانان مناطق جنوب و جنوب‌غربی زیر اشغال انگلیس تشکیل می‌شد که از قانون اساسی ناراضی بودند.
ملک مدنی چند دوره نایب رئیس مجلس شد و در دوره پانزدهم در انتخابات ریاست مجلس تنها با اختلاف دو رأی در برابر سردار فاخر حکمت شکست خورد. او پس از پایان دوران نمایندگی‌اش رئیس شورای عالی کشاورزی شد.